# Bågastholmen
Bågastholmen är en ö i Finland. Den ligger i Bottenviken och i kommunen Karleby i den ekonomiska regionen  Karleby i landskapet Mellersta Österbotten, i den nordvästra delen av landet. Ön ligger nära Karleby och omkring 420 kilometer norr om Helsingfors.
Öns area är 22 hektar och dess största längd är 0,9 kilometer i sydöst-nordvästlig riktning.